# Lucedale
Lucedale – miasto w Stanach Zjednoczonych, w stanie Missisipi, siedziba administracyjna hrabstwa George.